# Cult (serie televisiva)
Cult è una serie televisiva statunitense creata da Rockne S. O'Bannon per il network The CW, trasmessa durante la stagione televisiva 2012-2013.
In Italia è stata trasmessa in prima visione assoluta dal 25 ottobre 2013 sul canale del digitale terrestre a pagamento Premium Action, mentre in chiaro è stata trasmessa dal 7 luglio 2014 sul canale del digitale terrestre Italia 2.

## Trama
Nate Sefton è un grande fan della serie televisiva Cult. Quando scompare misteriosamente, Jeff, suo fratello nonché giornalista investigativo, inizia un disperato viaggio alla sua ricerca scoprendo che, in realtà le paranoie di Nate riguardo l'emulazione nella vita reale dei crimini commessi all'interno della serie hanno un fondo di verità. Skye Yarrow, una giovane research assistant della serie, sarà l'unica disposta ad aiutare Jeff investigando su questi omicidi.

## Episodi
| Stagione       | Episodi | Prima TV USA | Prima TV Italia |
| -------------- | ------- | ------------ | --------------- |
| Prima stagione | 13      | 2013         | 2013-2014       |

## Personaggi e interpreti

### Personaggi principali
- Jeff Sefton, interpretato da Matt Davis e doppiato da Alessio Cigliano. È un giornalista web che investiga sulla scomparsa del fratello, apparentemente legata ad un telefilm chiamato "Cult".
- Skye Yarrow, interpretata da Jessica Lucas e doppiata da Letizia Scifoni. È un'assistente di produzione del telefilm "Cult".
- Marti Gerritsen, interpretata da Alona Tal e doppiato da Ilaria Latini. È un'attrice che interpreta il ruolo della detective Kelly Collins nel telefilm "Cult".
- Roger Reeves, interpretato da Robert Knepper e doppiato da Loris Loddi. È un attore che interpreta il ruolo del killer Billy Grimm nel telefilm "Cult".

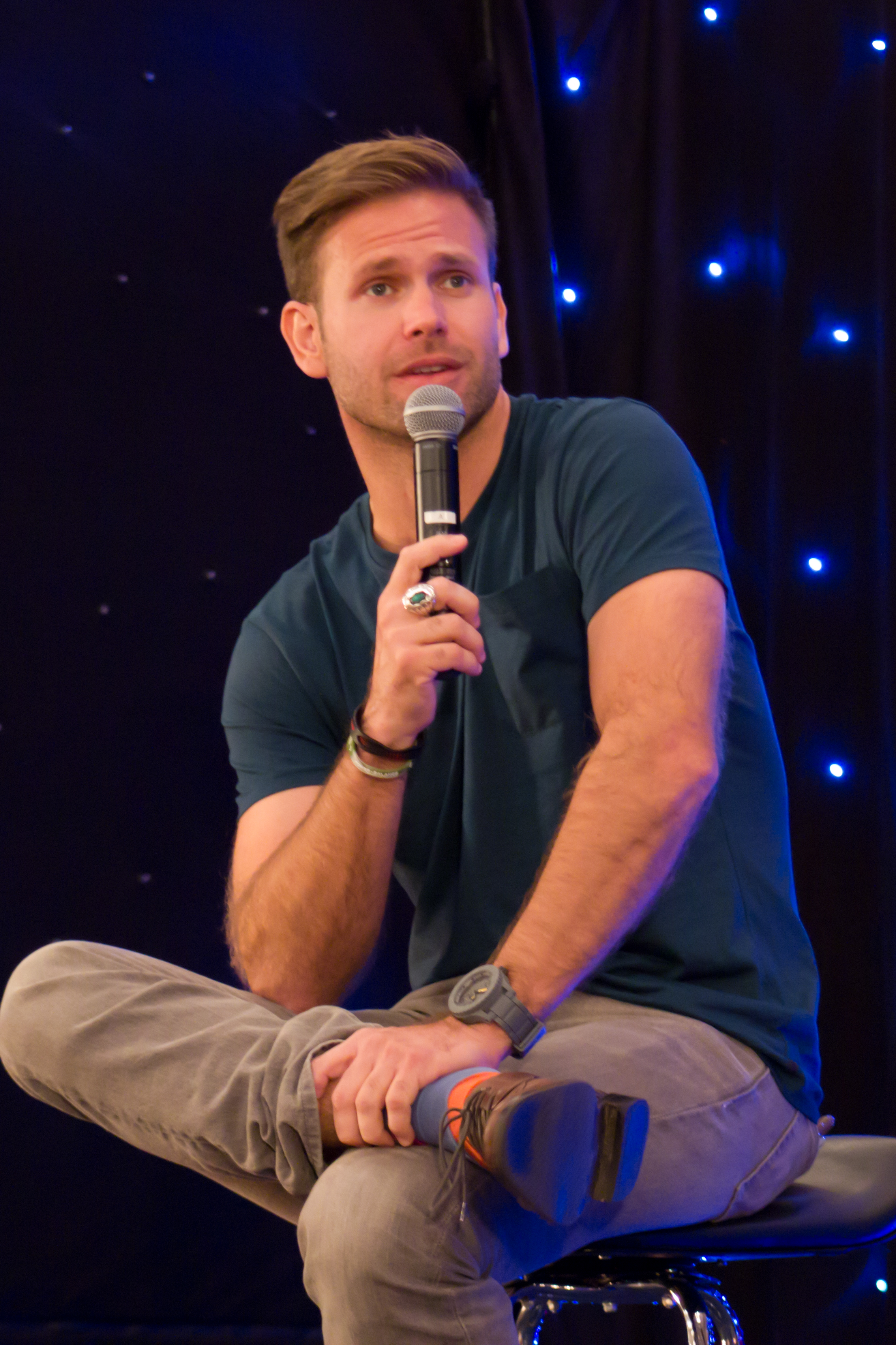
Matt Davis interpreta Jeff Sefton
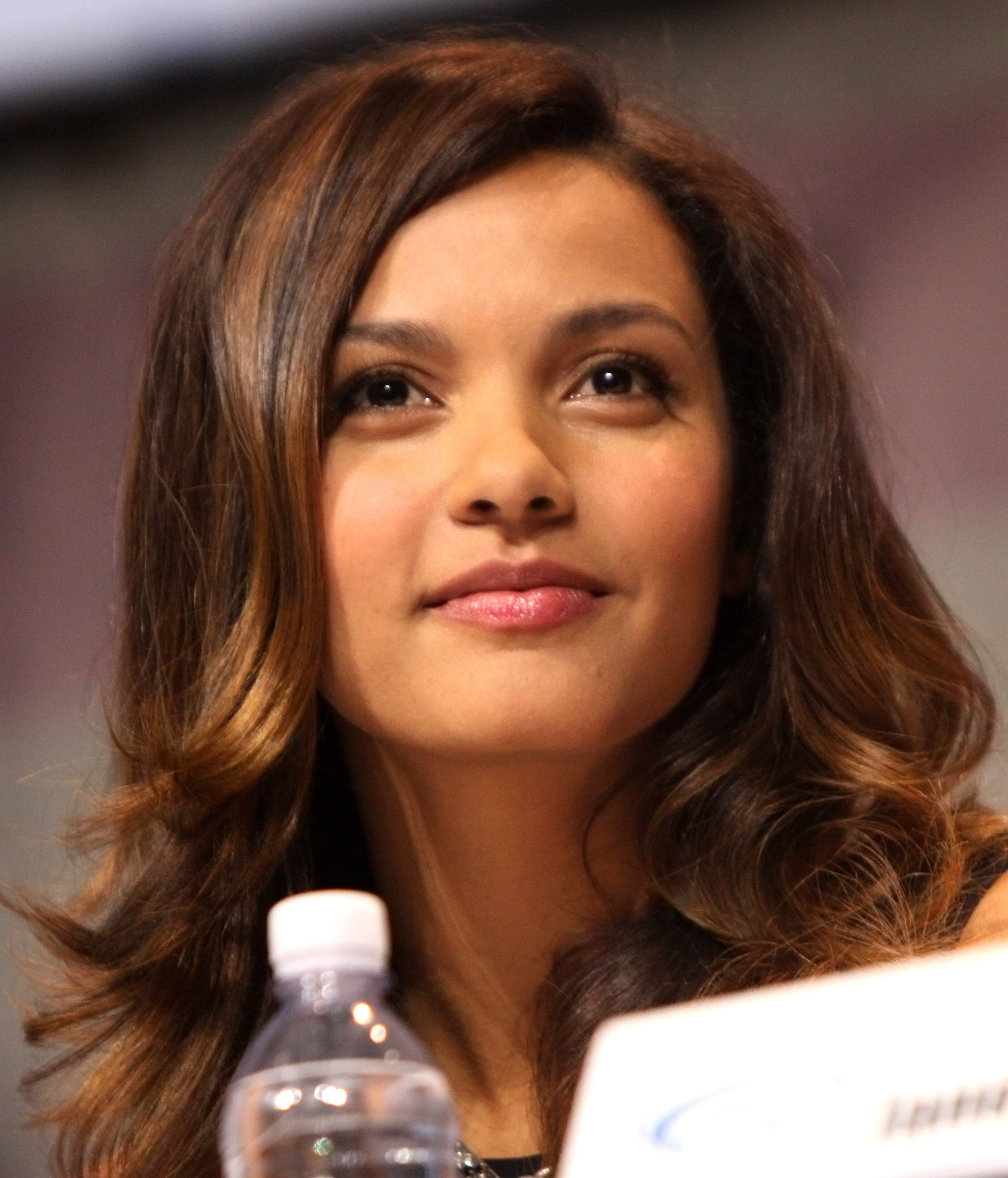
Jessica Lucas interpreta Skye Yarrow
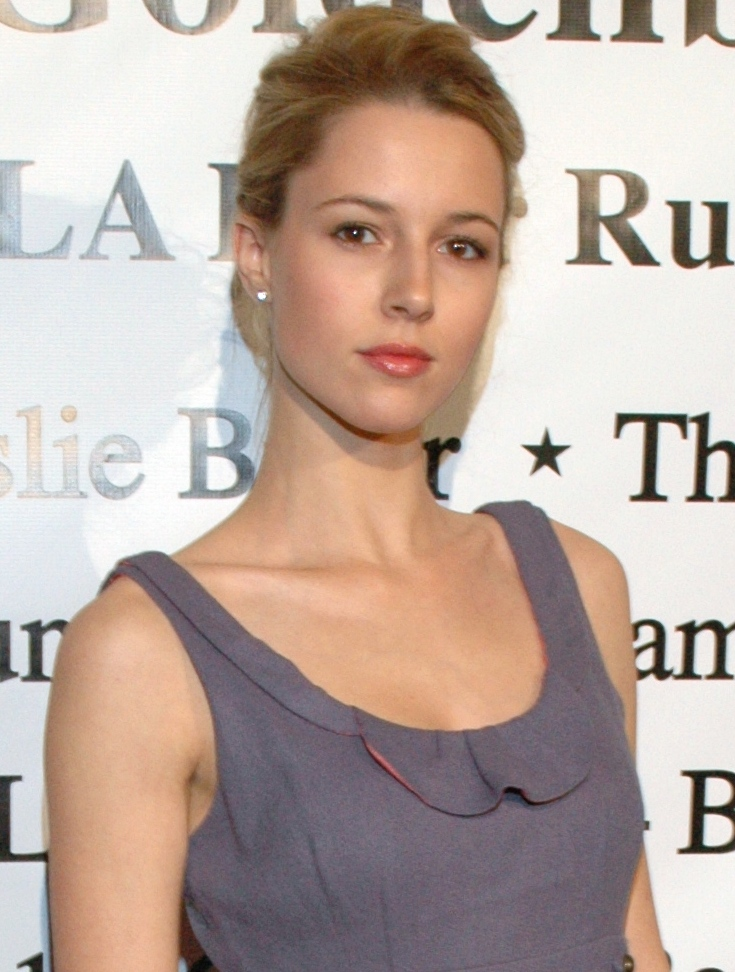
Alona Tal interpreta Marti Gerritsen
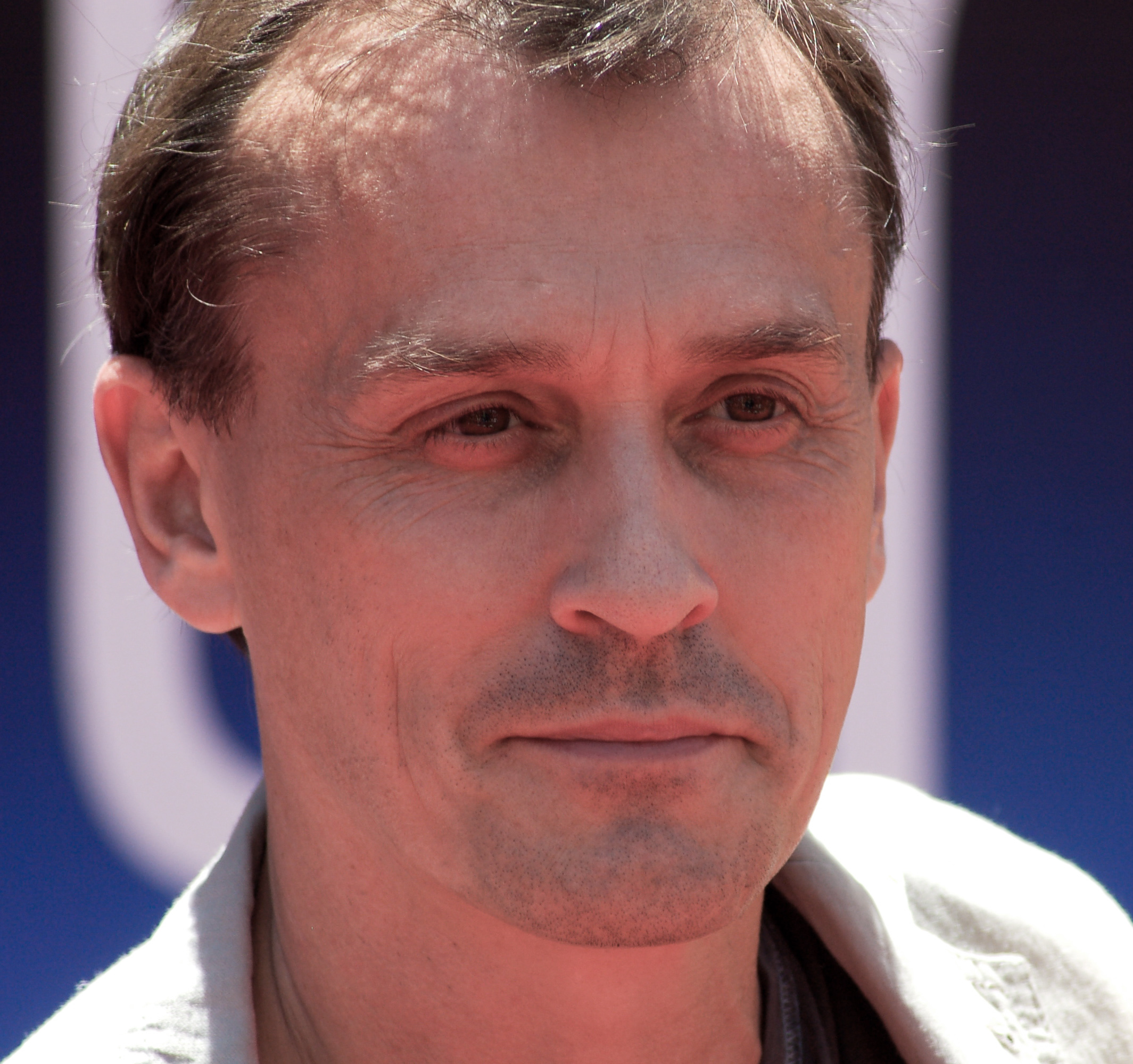
Robert Knepper interpreta Roger Reeves

### Personaggi ricorrenti
- Nate Sefton, interpretato da James Pizzinato e doppiato da Nanni Baldini
- Kyle Segal, interpretato da Andrew Leeds
- Peter Grey, interpretato da Ben Hollingsworth
- Bert, interpretato da Julian Christopher e doppiato da Roberto Stocchi
- E.J., interpretata da Stacey Farber e doppiata da Eva Padoan
- Andy, interpretato da Christian Cooper
- Kirstie, interpretata da Marie Avgeropoulos e doppiata da Chiara Gioncardi
- Stuart, interpretato da Jeffrey Pierce e doppiato da Alessandro Quarta
- Detective Sakelik, interpretata da Aisha Hinds e doppiata da Monica Bertolotti
- Cameron, interpretato da Eric Lange e doppiato da Massimo Rossi
- Mario Zalava, interpretato da Zak Santiago e doppiato da Marco Baroni
- Quentin Yarrow, interpretato da Obba Babatundé e doppiato da Stefano Mondini

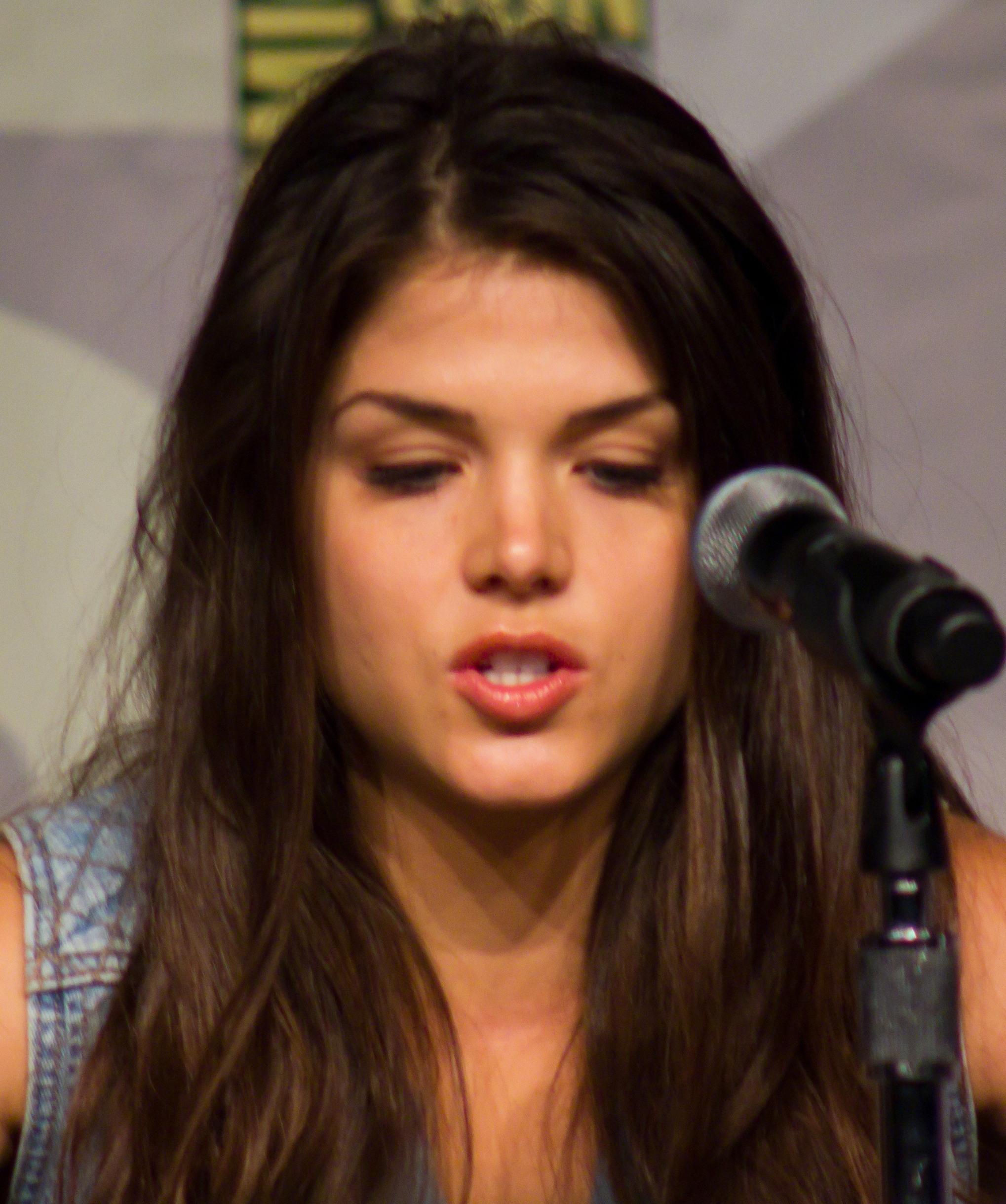
Marie Avgeropoulos interpreta Kirstie
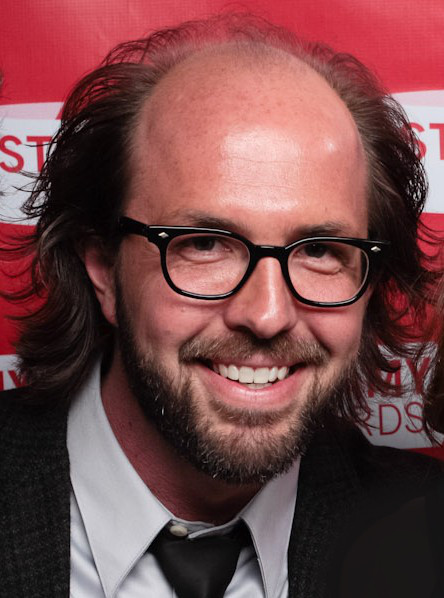
Eric Lange interpreta Cameron

## Produzione
Pensata originariamente per essere trasmessa sulla defunta The WB, quando si trasformò in The CW i dirigenti del network decisero di accantonare il progetto, che avrebbe dovuto vedere come protagonista Matthew Bomer. Nel gennaio 2012, il network revisionò la serie ordinando un episodio pilota, il quale avrebbe visto Rockne S. O'Bannon in qualità di showrunner e produttore esecutivo insieme a Josh Schwartz, Stephanie Savage e Len Goldstein. Cult è stata ufficialmente ordinata durante gli upfront di maggio, per poi essere trasmessa in midseason.
Il 10 aprile 2013 la serie è stata ufficialmente cancellata e rimossa dai palinsesti nonostante tutti e 13 gli episodi della prima stagione fossero già stati prodotti. I restanti vennero poi proposti in mini-maratone estive tra i mesi di giugno e luglio 2013.